# Porcellio eserensis
Porcellio eserensis är en kräftdjursart som beskrevs av Rafael Rodríguez och María Cristina Vicente1992. Porcellio eserensis ingår i släktet Porcellio och familjen Porcellionidae. Inga underarter finns listade i Catalogue of Life.